# 奥普洛特尼察市镇

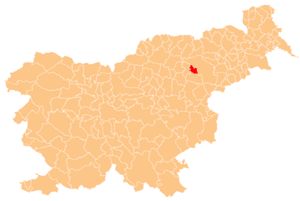
奧普洛特尼察市镇於斯洛維尼亞的位置

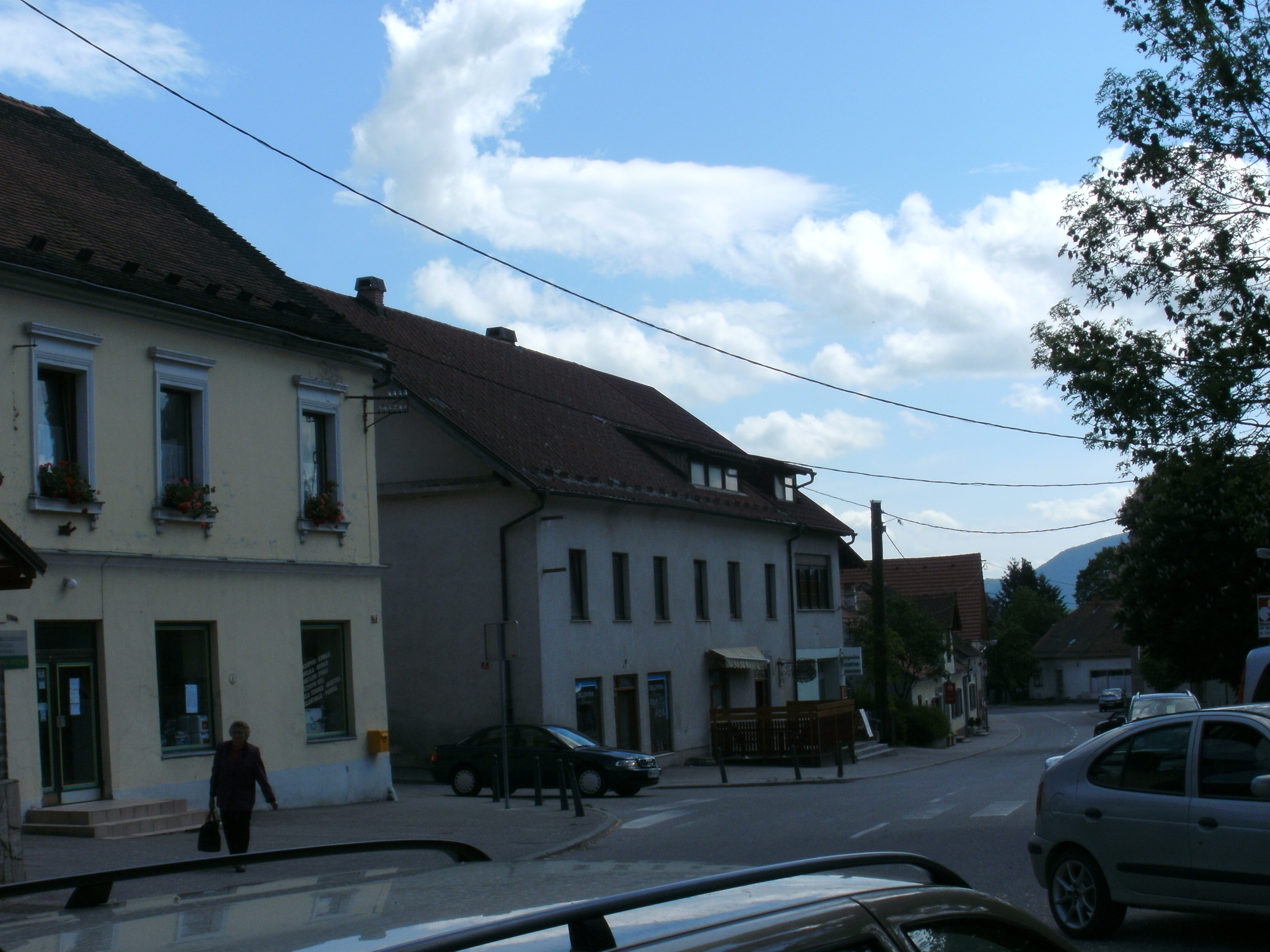
奥普洛特尼察

奥普洛特尼察市镇是斯洛文尼亞東北部的一個市鎮，行政中心為奧普洛特尼察。市镇面積为33.2平方公里，2002年人口3,688。

## 外部連結
- 官方网站  （斯洛文尼亚文）
- Municipality of Oplotnica on Geopedia （页面存档备份，存于）